# Bruno Beger
Bruno Beger (27. dubna 1911 Frankfurt nad Mohanem – 12. října 2009 Königstein im Taunus) byl německý antropolog a důstojník SS, který pracoval pro nacistický ústav Ahnenerbe. Účastnil se německé expedice do Tibetu v roce 1939. V době druhé světové války vytvářel v koncentračním táboře Osvětim sbírky lebek středoasiatů a židů. V roce 1974 byl odsouzen německým soudem za napomáhání k vraždám celkem 86 osob (zejména při připravování tzv. sbírky židovských koster) na tři roky do vězení, trest však nevykonal.